# 小行星4362
小行星4362（4362 Carlisle）是一颗绕太阳运转的小行星，为主小行星带小行星。该小行星于1978年8月1日发现。

## 轨道参数
小行星4362的轨道半长轴为2.2382798 UA，离心率为0.102。